# Taddeo Garganelli
Taddeo Garganelli, al secolo Bonfiolo (Bologna, 1440 – prima del 20 marzo 1469), è stato un religioso italiano.

## Biografia
Intorno al 1440 entrò nel convento di Santa Maria dei Servi a Bologna e assunse il nome di Taddeo. Intraprese lo studio della filosofia e non abbandonò più l'università, infatti in un atto capitolare del 4 maggio 1453 è ricordato come «bachalarius pro cursu», cioè baccelliere insegnante.
Nel 1455-56 venne chiamato come lettore straordinario di filosofia per sostituire il suo antico maestro da poco defunto Filippo Fabbri, anche che se non era ancora maestro di teologia e continuò le lezioni fino all'anno accademico 1458-59.
Venne annoverato fra i membri del collegio delle arti dell'Università di Bologna il 20 ottobre 1462 e il 10 settembre 1459 fu nominato generale dell'ordine dei crocigeri con il compito di curare la riforma dell'ordine in quel periodo in decadenza. In qualità di generale riformò la legislazione dell'ordine e impose un saio celeste, richiamò nei conventi i confratelli che non vi abitavano regolarmente e rivendicò i beni dell'ordine alienati per incuria, riuscendo a così a ricuperare il convento di Venezia.
Non sono noti il luogo e la data di morte, ma il 20 marzo 1469 fu designato a succedergli alla direzione dei crocigeri Matteo da Casale, allora canonico di San Giorgio in Alga.